# Johan Roijakkers
Johannes Cornelius Maria Josef „Johan“ Roijakkers (* 15. September 1980 in Deurne) ist ein niederländischer Basketballtrainer.

## Karriere
Der Bruder von Thomas Roijakkers lief während seiner Spielerkarriere in seinem Heimatland unter anderem für die Deurne Pioneers und PSV/Almonte Eindhoven auf. Mit Basketball Bree spielte er in der ersten belgischen Liga sowie im Europapokal.
Seine Trainerlaufbahn begann 2002 in der Jugendabteilung von Bree, zur Saison 2003/04 wurde er Co-Trainer der Herrenmannschaft des Vereins in der ersten belgischen Liga und wurde im April 2004 im Alter von 23 Jahren zum Interimscheftrainer befördert. Er kehrte zur Folgesaison ins Amt des Assistenten zurück und arbeitete weiterhin als verantwortlicher Trainer in der Nachwuchsabteilung des Klubs. Ab 2006 war er zudem als Späher für die britische Nationalmannschaft aktiv. Roijakkers Bruder Thomas wurde ebenfalls Basketballtrainer.
2007 wechselte Roijakkers von Bree zum Ligakonkurrenten Dexia Mons-Hainaut, wo er als Co-Trainer eingestellt wurde. 2009 arbeitete er zusätzlich als Co-Trainer der belgischen U20-Nationalmannschaft und 2010 in derselben Position für die niederländische U15-Auswahl.
2010 kehrte er als Leiter der Jugendabteilung nach Bree zurück, ehe er nach Amerika ging: Während der Saison 2010/11 gehörte er als Co-Trainer zum Stab der Rio Grande Valley Vipers in der NBA Development League und erreichte mit der Mannschaft das Finale.
Im Januar 2011 übernahm Roijakkers den Posten des Cheftrainers der niederländischen U18-Nationalmannschaft, zur Saison 2011/12 übernahm er dasselbe Amt beim slowakischen Erstligisten BC Prievidza. Er führte den Verein zum Gewinn des Meistertitels 2012 und wurde vom Internetdienst eurobasket.com zum Trainer des Jahres in der slowakischen Liga gekürt.
Er verließ Prievidza nach der Meisterschaft und wurde im Juni 2012 von der BG Göttingen als Cheftrainer eingestellt. In seinem zweiten Jahr bei dem niedersächsischen Verein gewannen die „Veilchen“ unter der Leitung des Niederländers die Meisterschaft in der 2. Bundesliga ProA und stiegen in die Basketball-Bundesliga auf. In den folgenden Jahren hielt er die Niedersachsen trotz vergleichsweise geringer wirtschaftlicher Mittel in der höchsten deutschen Spielklasse. In der Saison 2019/20 erreichte er beim wegen der Ausbreitung von COVID-19 ausgetragenen Bundesliga-Saisonschlussturnier mit Göttingen das Viertelfinale.
Anfang Juli 2020 wechselte Roijakkers gemeinsam mit seinem Trainer- und Betreuerstab zu Brose Bamberg. Er erhielt einen Dreijahresvertrag. In der Saison 2020/21 erreichte er mit Bamberg das Bundesliga-Viertelfinale, dort schied man gegen Ludwigsburg aus. Ende November 2021 wurde Roijakkers in Bamberg nach vier Niederlagen aus den vorherigen fünf Spielen entlassen, zum Zeitpunkt der Trennung stand die Mannschaft in der Bundesliga auf dem achten Platz. Roijakkers erreichte in seiner Bamberger Amtszeit 34 Siege und 31 Niederlagen.
Roijakkers trat im Januar 2022 das Amt des Cheftrainers beim abstiegsbedrohten italienischen Erstligisten Pallacanestro Varese an. Zu dem Zeitpunkt war er der einzige ausländische Cheftrainer der Serie A. Unter seiner Leitung verließ die Mannschaft den letzten Tabellenplatz. Trotz acht Siegen in 13 Spielen und der wiedererlangten Wettbewerbsfähigkeit der Mannschaft gab die Vereinsführung am 14. April 2022 bekannt, Roijakkers wegen „eines mit den Grundsätzen des Vereins nicht übereinstimmenden Verhaltens“ von seinen Aufgaben entbunden zu haben. Anfang Juli 2022 vermeldete Pallacanestro Varese, dass in dem Fall, mit dem sich die Schlichtungs- und Schiedsstelle der italienischen Liga befasste, eine Einigung zwischen dem Verein und Roijakkers gefunden worden sei. Der Verein widerrief die Entlassung, der Vertrag wurde einvernehmlich aufgelöst.
2022 war er kurzzeitig wieder im belgischen Bree als Trainer tätig, Mitte Oktober 2022 wurde er Trainer der Nationalmannschaft Saudi-Arabiens. Im Herbst 2023 lief sein Vertrag aus. Hernach trat er in den Niederlanden bei den Heroes Den Bosch eine Stelle als Manager an, Mitte März 2024 wurde sein Wechsel als Trainer zu den Kortrijk Spurs ab dem Beginn des Spieljahres 2024/25 bekannt. Er erhielt bei dem belgischen Verein einen Vierjahresvertrag. Roijakkers wurde in der niederländisch-belgischen BNXT-Liga als bester Trainer der Saison 2024/25 ausgezeichnet, nachdem er mit Kortrijk den zweiten Platz belegt hatte.